# Fronteira China–Mongólia
A fronteira entre China e Mongólia é a linha que limita os territórios de República Popular da China e da Mongólia. Se estende por 4.677 km, de leste a oeste, entre duas tríplices fronteiras China-Mongólia-Rússia. 
O extremo oeste dista apenas 55 km do início da fronteira Rússia-Cazaquistão e é marcada pelas montanhas do Altai. No leste está a Manchúria e a fronteira passa pelo deserto de Gobi.

## Tráfico sexual
Mulheres e meninas da Mongólia e da China são vítimas de tráfico sexual através da fronteira.  Existem grandes minas e outras operações industriais pesadas localizadas na região de fronteira, contendo numerosas forças de trabalho de homens isolados; esses locais, incluindo aqueles nos depósitos de carvão de Tavan Tolgoi, têm sido um ponto principal para prostituição e tráfico sexual. 